# Ittenthal
Ittenthal (schweizertyska: Ittethal) är en ort i kommunen Kaisten i kantonen Aargau, Schweiz. Orten var före den 1 januari 2010 en egen kommun, men inkorporerades då in i kommunen Kaisten.